# Oulad M'Rabet
Oulad M Rabet (franska: Oulad M Rabet (CR), Oulad M Rabet (Commune Rurale), arabiska: امرامر) är en kommun i Marocko.   Den ligger i provinsen Essaouira och regionen Marrakech-Safi, i den centrala delen av landet, 300 km sydväst om huvudstaden Rabat. Antalet invånare är 3 878.